# Warszowice

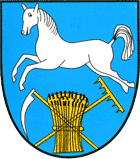
Nieoficjalny herb wsi Warszowice

Warszowice (niem. Warschowitz) – wieś w Polsce położona w województwie śląskim, w powiecie pszczyńskim, w gminie Pawłowice. Powierzchnia sołectwa wynosi 14,82 km², a liczba ludności w 2024 roku wynosiła 2079, co daje gęstość zaludnienia równą 140,2 os./km².

## Historia
Miejscowość po raz pierwszy wzmiankowana została w łacińskim dokumencie Liber fundationis episcopatus Vratislaviensis (pol. Księga uposażeń biskupstwa wrocławskiego), spisanej za czasów biskupa Henryka z Wierzbna ok. 1305 w szeregu wsi położonych w okolicy Żor i Wodzisławia (ville circa Zary et Wladislaviam), zobowiązanych do płacenia dziesięciny biskupstwu we Wrocławiu, w postaci item in Warsowitz debent esse triginta novem mansi. Najprawdopodobniej nazwa pochodzi od formy dzierżawczej imienia Warsz (skróconej formy staropolskiego imienia Warcisław, Wrocisław.
W dokumencie sprzedaży dóbr pszczyńskich wystawionym przez Kazimierza II cieszyńskiego w języku czeskim we Frysztacie w dniu 21 lutego 1517 roku wieś została wymieniona jako Wrssowicze.
22 lipcu 1980 r. na cmentarzu parafialnym, niegdyś otaczającym nieistniejący, drewniany  kościół pw. św. Mikołaja (spalony w 1945 r.), odsłonięto pomnik upamiętniający żołnierzy 19 Pułku Piechoty Armii Krajowej, poległych w latach 1943 - 1944 w walkach z Niemcami i oddziałami UPA. Pomnik dedykowany został też polskim mieszkańcom wsi Stanisławówka oraz powiatów Rawa Ruska i Żółkiew, pomordowanym w czasie II wojny światowej.
W latach 1975–1998 miejscowość administracyjnie należała do województwa katowickiego.

## Herb
Godło Warszowic zostało wybrane na końcu XIII wieku – nawiązuje do trudu rolniczego i przedstawia skrzyżowane grabie z kosą oraz, nad nimi, galopującego białego konia na niebieskim tle.

## Zabytki
Według Narodowego Instytutu Dziedzictwa, w miejscowości znajduje się jeden obiekt zabytkowy:
- dom nr 47 z XIX wieku (nr rej.: 516/65 z 20.01.1966)

Zabytkowy spichlerz plebański pochodzący z Warszowic z 2. poł. XVIII w. znajduje się w Górnośląskim Parku Etnograficznym w Chorzowie.

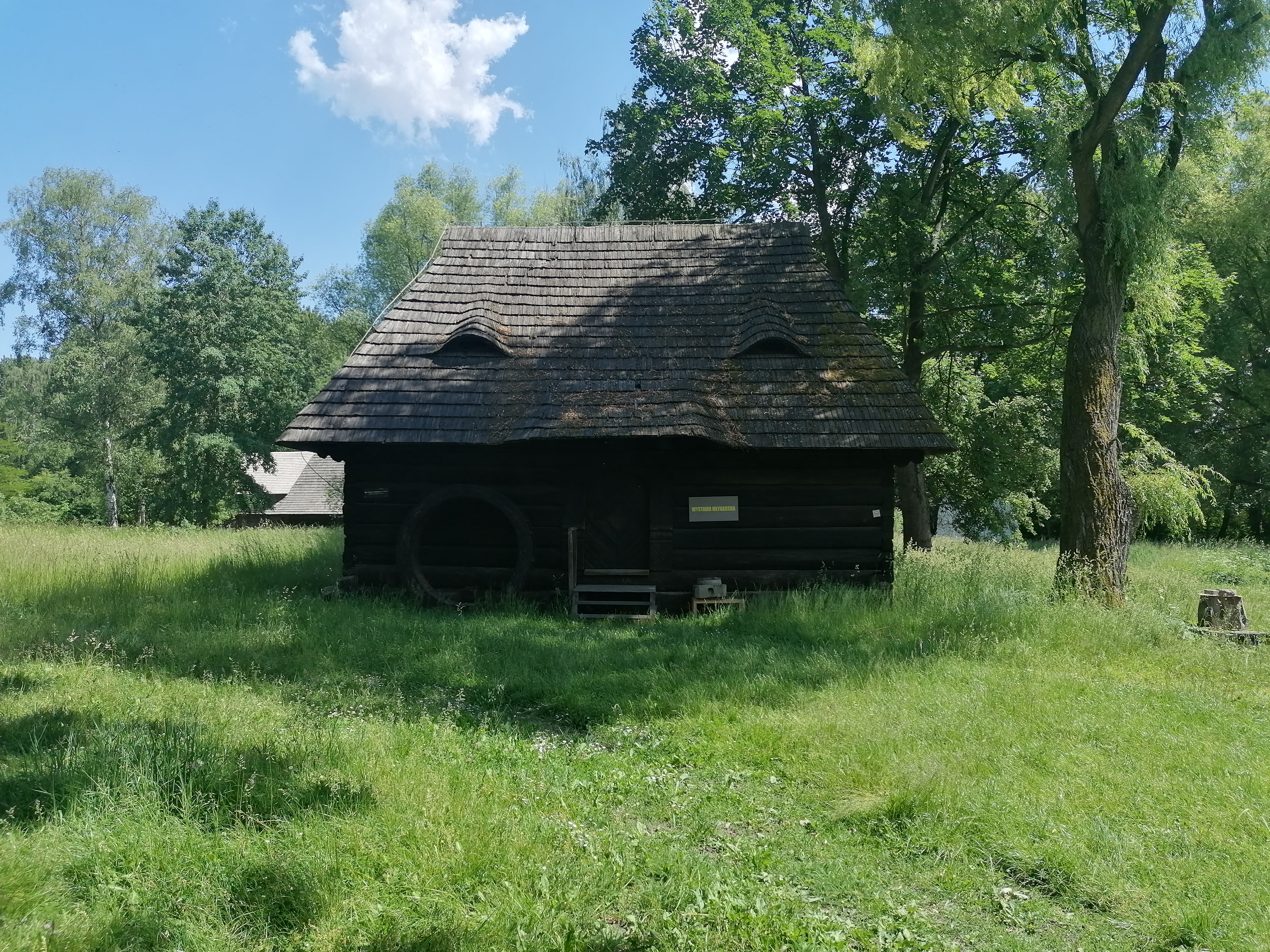
Warszowicki spichlerz z XVIII w.

## Turystyka
Przez miejscowość przebiegają następujące trasy rowerowe:
- czarna trasa rowerowa nr 188, istniejąca pod nazwą Trakt Czarnego Skarbu
- niebieska trasa rowerowa nr 178 – Pawłowice – Pszczyna (tzw. Plessówka)

## Kościoły
Na terenie wsi działalność duszpasterską prowadzą następujące kościoły:
- Kościół Rzymskokatolicki (parafia św. Mikołaja)
- Kościół Ewangelicko-Augsburski (parafia w Warszowicach)

## Przemysł
Pod koniec lat 80. na terenie Warszowic miała powstać kopalnia węgla kamiennego Warszowice. Wybudowano całą kopalnię, powstał szyb, łaźnie, cechownie, zostały wyciągnięte chodniki. Po przemianach społeczno-gospodarczych zmieniono decyzję i uznano, że złoża węgla są zbyt małe by eksploatować kopalnie. Po roku 2000 rozpoczęto wyburzanie kolejnych obiektów. Dziś w Warszowicach znajduje się Katowicka Specjalna Strefa Ekonomiczna, gdzie znajdują się m.in. fabryki kabli, kostki brukowej, kawy, sprzętu chłodzącego, środków czystości. W 2006 roku rozpoczęto budowę kolejnych fabryk.